# Riley 1.5
Riley 1.5 – samochód osobowy średniej klasy, produkowany przez British Motor Corporation pod marką Riley w latach 1957–1965.

## Historia
Pod koniec lat 30. producent udanych samochodów sportowych, Riley, został przejęty przez Morrisa. Nowy właściciel firmy, Lord Nuffield, zapewniał, że zrobi wszystko, by firma Riley nie straciła swojej indywidualności. Jednym z pojazdów mających zapewnić utrzymanie renomy firmie, był oparty na Morrisie Minor model 1.5, znany także jako One-Point-Five. Premiera tego samochodu nastąpiła w 1957 roku na wystawie London Motor Show, a produkcja rozpoczęła się w listopadzie tego samego roku. Pojazd, wraz z bliźniaczym Wolseleyem 1500 – produkowanym od kwietnia 1957 roku – miał identyczną płytę podłogową, zawieszenie i układ kierowniczy, ale był wyposażony w inny silnik (mocniejszą czterocylindrową, górnozaworową jednostkę BMC serii B o pojemności 1489 cm³) skrzynię biegów (pochodzącą z modelu MG Magnette) oraz hamulce (bębnowe firmy Girling). W celu uzupełnienia sportowego charakteru samochodu, został on wykończony na wysokim poziomie i wyposażony w skórzane fotele, drewnianą tablicę rozdzielczą i pełny zestaw sportowych instrumentów dla kierowcy. Przestrzeń dla pasażerów była stosunkowo duża.
W 1960 roku wprowadzono drugą serię pojazdu, zawierającą takie zmiany jak zawiasy ukryte pod maską, półkę pod deską rozdzielczą i zmodyfikowany wałek rozrządu. W 1961 roku na rynek weszła ostatnia, trzecia seria produkcyjna. W stosunku do poprzedniej serii zamontowano nowe lampy, nowe fotele i nową, bardziej wytrzymałą skrzynię biegów, a punkty mocowania pasów bezpieczeństwa były wyposażeniem standardowym.
W połowie lat 60. samochód stał się przestarzały i w kwietniu 1965 roku zakończono jego produkcję. Łącznie wyprodukowano 39 179 egzemplarzy pojazdu, co powoduje, iż jest to najpopularniejszy model w historii firmy Riley.

## W sporcie
Chociaż Riley 1.5 nie był zaprojektowany z myślą o uczestnictwie w rajdach i wyścigach, to jednak odnosił na tym polu pewne sukcesy.
Największe sukcesy dla samochodu odnosili Les Leston, Alan Hutcheson i Harold Grace. W 1958 Leston wygrał swoją klasę w serii BSCC, a rok później zajął w niej trzecie miejsce.
Samochód brał udział również w rajdach (w tym w Rajdzie Monte Carlo), ale bez większych sukcesów.

## Dane technicznie
| Wersja | Silnik:                  | Układ zasilania: | Średnica × skok tłoka: | St. sprężania: | Moc maksymalna: | Maks. moment obrotowy | 0-100 km/h: | V-max:   |
| ------ | ------------------------ | ---------------- | ---------------------- | -------------- | --------------- | --------------------- | ----------- | -------- |
| 1500   | R4 1,5 l (1489 cm³), OHV | gaźnik           | 73,025 mm × 88,9 mm    | 8,3:1          | 68 KM (50 kW)   | 113 N•m               | 18,5 s      | 140 km/h |